# Стрмец (Загреб)
Стрмец је насеље у саставу града Загреба. Налази се у четврти Брезовица. До територијалне реорганизације у Хрватској налазио се у саставу ужег подручја Града Загреба.

## Становништво
На попису становништва 2011. године, Стрмец је имао 645 становника.

## Попис1991.
На попису становништва 1991. године, насељено место Стрмец је имало 520 становника, следећег националног састава:
| Попис 1991.‍  | Попис 1991.‍  | Попис 1991.‍ | Попис 1991.‍ | Попис 1991.‍ |
| ------------ | ------------ | ----------- | ----------- | ----------- |
|              |              |             |             |             |
| Хрвати       | Хрвати       |             | 515         | 99,03%      |
| Грци         | Грци         |             | 1           | 0,19%       |
| Срби         | Срби         |             | 1           | 0,19%       |
| неопредељени | неопредељени |             | 3           | 0,57%       |
| укупно: 520  |              |             |             |             |